# Linne
Pour les articles homonymes, voir Linne (homonymie).
Linne est un village néerlandais situé dans la commune de Maasgouw, dans la province du Limbourg néerlandais. Le 1er janvier 2006, le village comptait environ 3 770 habitants.

## Histoire
Linne a été une commune indépendante jusqu'au 1er janvier 1991, date de son rattachement à la commune de Maasbracht.